# Jan-Paul Saeijs
Jan-Paul Frederik Daniel Saeijs (L'Aia, 29 giugno 1978) è un ex calciatore olandese, di ruolo difensore.

## Carriera
Il 17 gennaio 2006 viene ceduto al Roda per 350000 €.

## Palmarès

### Club

#### Competizioni nazionali
- Eerste Divisie: 1

ADO Den Haag: 2002-2003